# Rhynchostegiella mindorensis
Rhynchostegiella mindorensis là một loài Rêu trong họ Brachytheciaceae. Loài này được (Broth.) Broth. miêu tả khoa học đầu tiên năm 1909.